# Sanja Vujović
Sanja Vujović (născută Damnjanović în sârbă Сања Дамњановић, 25 mai 1987, în Belgrad) este o handbalistă din Serbia care joacă pe postul de intermediar stânga pentru clubul românesc CS Minaur Baia Mare. Ea a fost, de asemenea, componentă a echipei naționale de handbal feminin a Serbiei, cu care a obținut medalia de argint la Campionatul Mondial din 2013.
Alături de Viborg HK, în sezonul 2013-2014, a câștigat Cupa Cupelor iar împreună cu ŽRK Vardar Skopje a ocupat locul trei în Liga Campionilor ediția 2015-2016 și a jucat finala în ediția 2016-2017.
Sanja este căsătorită din august 2018 cu handbalistul Stevan Vujović, cu care are doi copii.

## Palmares
- Campionatul Mondial:
  -  Medalie de argint: 2013

- Liga Campionilor:
  -  Finalistă (Turneul Final Four): 2017
  -  Locul 3 (Turneul Final Four): 2016
  - Sfertfinalistă: 2015
  - Grupe principale: 2009, 2020
  - Grupe: 2010, 2012, 2013
  - Calificări: 2011, 2014

- Cupa Cupelor:
  -  Câștigătoare: 2014
  - Optimi de finală: 2008, 2013
  - Turul 3: 2007

- Cupa EHF:
  - Optimi de finală: 2011

- Cupa Challenge:
  - Turul 4: 2010

- Campionatul Serbiei:
  -  Câștigătoare: 2008, 2010, 2011

- Cupa Serbiei:
  -  Câștigătoare: 2008, 2010, 2011

- Campionatul Sloveniei:
  -  Câștigătoare: 2009

- Cupa Sloveniei:
  -  Câștigătoare: 2009

- Campionatul Croației:
  -  Câștigătoare: 2012, 2013

- Cupa Croației:
  -  Câștigătoare: 2012, 2013

- Campionatul Danemarcei:
  -  Câștigătoare: 2014

- Cupa Danemarcei:
  -  Finalistă: 2015

- Supercupa Danemarcei:
  -  Finalistă: 2014

- Campionatul Macedoniei de Nord:
  -  Câștigătoare: 2016, 2017

- Cupa Macedoniei de Nord:
  -  Câștigătoare: 2016, 2017

- Liga Regională:
  -  Medalie de bronz: 2011

## Performanțe individuale
- Cel mai bun inter stânga (All-Star Team) la Campionatului European: 2012;[14]
- Cel mai bun inter stânga (All-Star Team) la Campionatului Mondial: 2013;[15]